# اخشوا الموتى السائرون (الموسم الثالث)
الموسم الثالث من مُسلسل الرعب والدراما الأمريكي اخشوا الموتى السائرون، بدأ عرضهُ في 4 يونيو، 2017، على قناة «AMC». وسيتكون من 16 حلقة.

## الممثلين والشخصيات

### شخصيات رئيسية
- كيم ديكنز بدور ماديسون كلارك
- كليف كورتس بدور ترافيس ماناوا
- فرانك ديلان بدور نيك كلارك
- اليشا ديبنام كيري بدور اليشا كلارك
- كولمان دمونيتغو بدور فكتور ستراند
- مرسيدس ماسون بدور أوفيليا سالازار
- داناي غارسيا بدور لوسيانا غالفيز
- دانييل شارمان بدور جيك اوتو
- سام أندروود بدور جيك اوتو
- ديتون كالي بدور جيرمايا اوتو

### شخصيات ثانوية
- روبن بالديس بدور دانييل سالازار
- كارين بيثزايد بدور إلينا رييس
- ليساندرا تينا بدور لولا غييرو

## الحلقات
مقالة مفصلة: قائمة حلقات اخشوا الموتى السائرون
| التسلسل الإجمالي | تسلسل الموسم | عنوان الحلقة "بالإنجليزية" | إخراج         | كتابة        | تاريخ العرض   | عدد المشاهدين (بالمليون) |
| ---------------- | ------------ | -------------------------- | ------------- | ------------ | ------------- | ------------------------ |
| 22               | 1            | «Eye of the Beholder»      | آدم بيرنشتاين | ديف إريكسون  | 4 يونيو 2017  | 3.11                     |
| 23               | 2            | «The New Frontier»         | ستيفان شوارتز | مارك ريتشارد | 4 يونيو 2017  | 2.70                     |
| 24               | 3            | «TEOTWAWKI»                | ديبورا تشاو   | رايان سكوت   | 11 يونيو 2017 | غ/م                      |
| 25               | 4            | «100»                      | غ/م           | غ/م          | 18 يونيو 2017 | غ/م                      |

## وصلات خارجية
- الموقع الرسمي
- قائمة حلقات اخشوا الموتى السائرون (الموسم الثالث)  على قاعدة بيانات الأفلام على الإنترنت